# Sexe Intentions 2
Série Sexe Intentions
Sexe Intentions
(1999) Sexe Intentions 3
(2004)
Pour plus de détails, voir Fiche technique et Distribution.
Sexe Intentions 2, ou Sexual Provocation 2 en Belgique et Un Pari cruel 2 au Québec, (Cruel Intentions 2) est un film américain réalisé par Roger Kumble et sorti directement en vidéo en 2001.
C'est le deuxième film de la franchise entamée en 1999 avec le film Sexe Intentions du même réalisateur et qui s'inspire du roman Les Liaisons dangereuses de l'écrivain français Choderlos de Laclos. Il s'agît d'un préquel du premier film, mettant en scène certains personnages de ce dernier plusieurs années avant les événements du film. Il devait à l'origine être les deux premiers épisodes d'une série télévisée dérivée avant que le projet ne soit annulé par la Fox. Le studio à donc décider de réunir les deux épisodes pour en faire un long-métrage et de tourner des scènes supplémentaires afin d'apporter une conclusion à l'histoire et d'ajouter des scènes et des dialogues plus explicites.
Il est suivi par un troisième film, Sexe Intentions 3, réalisé par Scott Ziehl, considéré comme un spin-off et sorti en 2004.

## Synopsis
Sebastian Valmont est un jeune adolescent turbulent et rebelle. Il est transféré dans un établissement de renom, Manchester Prep, qui accueille les enfants de la haute bourgeoisie new-yorkaise.
Arrivé à New York, il emménage dans la maison de la nouvelle femme de son père, une demeure très luxueuse. Il fait également la connaissance de sa demi-sœur, Kathryn Merteuil. L'entente va être compliquée entre les deux adolescents, Kathryn étant habituée à son confort de vie et ne souhaitant pas être dérangée par un garçon venant d'un milieu comme celui de Sebastian.
Il fait également la rencontre de la fille du directeur, Danielle Sherman, une fille douce et sage. Il tombe alors sous son charme et commence à s'imaginer la possibilité de se calmer et devenir un bon garçon.
Mais de son côté, Kathryn veut se débarrasser de Sebastian et le voir quitter New York. Elle va donc faire tout ce qui est en son pouvoir pour faire ressortir les côtés les plus pervers de Sebastian.

## Fiche technique
Sauf indication contraire, les informations mentionnées dans cette section peuvent être confirmées par la base de données cinématographiques IMDb,  présente dans la section « Liens externes ».
- Titre original : Cruel Intentions 2 (première édition) / Cruel Intentions 2: Manchester Prep (ré-édition)
- Titre français : Sexe Intentions 2
- Titre québécois : Un Pari cruel 2
- Titre belge : Sexual Provocation 2
- Réalisation : Roger Kumble
- Scénario : Roger Kumble
- Direction artistique : Grant Van Der Slagt
- Décors : Steven Essam, Daniel Loren May et Lori A. Noyes
- Costumes : Tom McKinley et Denise Wingate
- Photographie : James R. Bagdonas
- Montage : J. Benjamin Chulay, James Flynn, Jim Flynn et Bill Johnson
- Musique : P.J. Hanke
- Casting : Anne McCarthy et Mary Vernieu
- Production : Neal H. Moritz et Beej Gefsky
- Producteurs délégués : Christopher Ball, Peter Hume, Roger Kumble, Bruce Mellon, Charles Pratt Jr. et William Tyrer
- Sociétés de production : Original Film, Newmarket Capital Group et Columbia TriStar Television (non crédité, scènes issues de la version télévisée uniquement)
- Société de distribution : Columbia Pictures
- Pays d'origine :  États-Unis
- Langues originales : anglais
- Format : Couleur - 1.85 : 1 - son Dolby Digital
- Genre : Drame
- Durée : 87 minutes
- Dates de sortie :
  -  États-Unis /  Canada /  Québec : 13 mars 2001
  -  France : 20 mars 2001

## Distribution
- Robin Dunne (VF : Alexandre Gillet) : Sebastian Valmont
- Amy Adams (VF : Barbara Tissier) : Kathryn Merteuil
- Sarah Thompson (VF : Véronique Desmadryl) : Danielle Sherman
- Keri Lynn Pratt (VF : Marie Giraudon) : Cherie Claymon
- Barry Flatman (de) (VF : Michel Paulin) : directeur Sherman
- Mimi Rogers (VF : Claudine Cremy) : Tiffany Merteuil
- David McIlwraith (en) (VF : Jean Barney) : Edward Valmont
- Teresa Hill : Lilly
- Barclay Hope : Mr. Felder
- Tane McClure : Bunny Claymon
- Jonathan Potts : Steve Muller
- Caley Wilson : Blaine Tuttle
- Deanna Wright : Penny Cartwright
- Clement Von Franckenstein : Henry
- Shuko Akune (en) : Min Lin
- Andrew Kraulis : Court Reynolds
- Anne Sorell : Gretchen
- Alicia Sorel : Sarah

## Production
En 1999, à la suite du succès du film Sexe Intentions, Columbia Pictures commence à développer une série télévisée basée sur le film pour le réseau Fox. La chaîne commande directement une première saison de treize épisodes, dont les premiers seraient réalisés par le réalisateur du film, Roger Kumble.
Intitulée Manchester Prep, la série devait entamer sa diffusion en septembre 1999 et mettre en scène Kathryn Merteuil et Sebastian Valmont incarnés par des acteurs plus jeunes. Néanmoins, après le tournage des deux premiers épisodes, la chaîne décide d'annuler sa commande. Plusieurs membres de la chaîne n'étaient pas à l'aise à l'idée de diffuser la série en raison du fait qu'elle traitait de sexualité chez les adolescents mais également d'inceste. Une scène montrant le personnage de Cherie Claymon, interprété par Keri Lynn Pratt, ayant un orgasme sur un cheval aurait également choqué le président de la chaîne, Rupert Murdoch, le poussant à arrêter le projet.
À la suite de cette annulation, le projet passe de la division télévisée à la division vidéo du studio qui décide de rassembler les deux épisodes pour en faire un film mais également de faire revenir l'équipe afin de tourner des scènes supplémentaires pour donner une fin à l'histoire et y ajouter des scènes plus explicites, ce qui était impossible à la télévision. Le tournage des scènes supplémentaires a eu lieu durant l'été 2000 à New York. La production à également coupées certaines scènes et personnages secondaires qui étaient censées introduire des intrigues qui auraient étés traitées dans le reste de la saison de la série, afin de se concentrer uniquement sur l'intrigue principale.
En 2022, des scènes coupées des épisodes sont diffusées sur YouTube. Dans ces scènes, le personnage interprété par Sarah Thompson est le même que celui joué par Reese Witherspoon dans le premier film, confirmant que la série devait à l'origine être une adaptation directe du film. Afin d'en faire un préquel, le nom de son personnage a été modifié lors du tournage des nouvelles scènes quand le projet est devenu un long-métrage.

## Accueil
Le film reçoit des critiques généralement négatives. Sur le site agrégateur de critiques Rotten Tomatoes, il obtient un score de 17 % de critiques positives, avec une note moyenne de 3,5/10 sur la base de 12 critiques.